# Бунін Іван Олексійович
Іва́н Олексі́йович Бу́нін  (10 (22) жовтня 1870, Воронеж — 8 листопада, 1953, Париж) — російський письменник, поет, перекладач, почесний академік Петербурзької Академії наук (1909), лауреат Нобелівської премії з літератури (1933 р.). Писав російською мовою. Найвідоміші твори: «Суходіл», «Село», «Пан із Сан-Франциско», «Легке дихання». Загалом понад 14 років прожив безпосередньо на території сучасної України. Окрім того, суттєву частину свого російського життя письменник провів на українських етнічних землях північної Слобожанщини (зокрема, дитячі роки — у родинному маєтку в м. Богучар Воронезької губернії). Відчував безперервний зв'язок з Україною та її жителями, про що неодноразово зазначав. Перекладав твори з інших мов, зокрема з української.

## Біографія

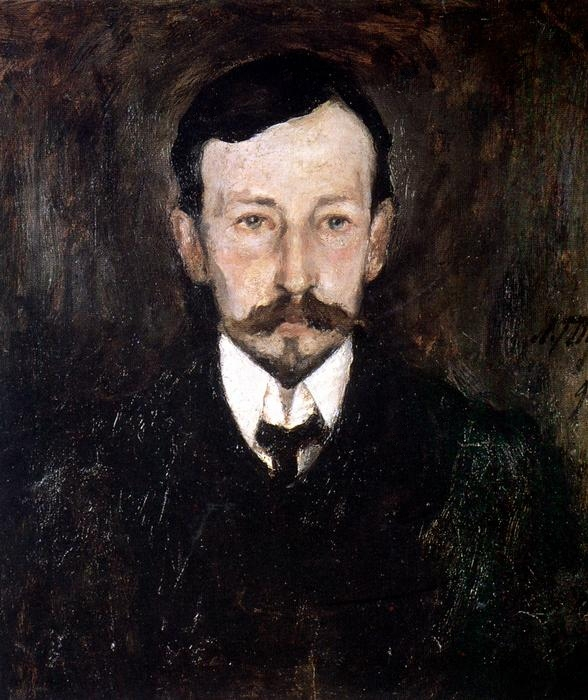
Портрет Івана Буніна. Леонард Туржанський

Іван Бунін народився 10 жовтня (за старим стилем) 1870 року у Воронежі, куди батьки переїхали для навчання старших братів — Юлія та Євгена.
Іван Олексійович походив із давнього дворянського роду Бунянських, що бере свій початок з XV століття на Полтавщині. Рід Буніна дуже великий і розгалужений, і історія його надзвичайно цікава. З роду Буніних вийшли такі представники російської культури і науки, як знаменитий поет, перекладач Василь Жуковський, поетеса Анна Петрівна Буніна, географ-мандрівник Петро Семенов-Тянь-Шанський. Буніни були спорідненими з Кіреєвськими, Шеншиними, Ґротами, Воєйковими.
Дитинство Івана Буніна пройшло в одному з невеликих родових маєтків (хутір Бутирки Єлецького повіту Орловської губернії). Початкові знання Іван одержав від домашнього вчителя, «студента Московського університету, якогось Н. О. Ромашкова, людини… дуже талановитої — і в живописі, і в музиці, і в літературі, — згадував письменник, — ймовірно, його захопливі розповіді в зимові вечори… і те, що першими моїми книгами для читання були „Англійські поети“ і „Одіссея“ Гомера, розбудили в мені пристрасть до віршування, з'явилося трохи дитячих віршів…» Рано проявилися й артистичні здібності Буніна. Він міг одним-двома жестами передражнити чи представити когось — зі знайомих, чим викликав захоплення оточуючих. Завдяки цим здібностям Іван пізніше став чудовим читцем своїх творів.
У 10 років хлопця віддали в Єлецьку гімназію. Під час навчання він живе в Єльці в родичів і на приватних квартирах.
Перша публікація Буніна вийшла 1887 року. У петербурзькій газеті «Родіна» були надруковані вірші «Над могилою С. Я. Надсона» і «Сільський жебрак». Протягом того ж року там само були надруковані ще десять віршів і оповідання «Два мандрівники» і «Нефедка». Так почалася літературна діяльність І. О. Буніна.
Восени 1889 року Бунін оселився в Орлі та почав працювати в редакції газети «Орловський вісник», де «був усім, чим прийдеться, — і коректором, і перекладачем, і театральним критиком…». У цей час молодий письменник жив тільки літературною працею, тяжко бідував. Батьки допомогти йому не могли, тому що родина остаточно розорилася, садиба і земля в Озерцях були продані, а мати і батько стали жити нарізно, у дітей і рідних. Іван Бунін та його молодша сестра Марія так і не змогли через злидні закінчити навчання.
З кінця 1880-х років пробує свої сили в літературній критиці: опублікував статті про Тараса Шевченка, талантом якого він захоплювався з юності, про поета-самоука Е. Назарова, Н. В. Успенського, двоюрідного брата Г. Успенського. Пізніше з'явилися статті про поетів Є. А. Баратинського й А. М. Жемчужникова.
Перша книга Буніна — «Вірші 1887 — 1891 р.» — вийшла 1891 року в Орлі як додаток до «Орловського вісника». Як згадує сам поет, це була книга «чисто юнацьких, надміру інтимних» віршів. Відгуки провінційної і столичної критики були в цілому співчутливі, підкуповували точність і мальовничість картин природи. Трохи пізніше вірші й оповідання молодого письменника з'являються й у «товстих» столичних журналах — «Російське багатство», «Північний вісник», «Вісник Європи». Схвально відгукнулися на нові твори Буніна письменники А. Жемчужников і Микола Михайловський, який написав, що з Івана вийде «великий письменник».
У 1893—1894 роках Іван зазнав значного впливу ідей Льва Толстого. Відвідував колонії толстовців в Україні, вирішив зайнятися бондарним ремеслом, і навіть навчився набивати обручі на бочки. Але в 1894 році в Москві відбулася зустріч Буніна з Толстим, який сам і відговорив письменника опрощуватися до кінця.

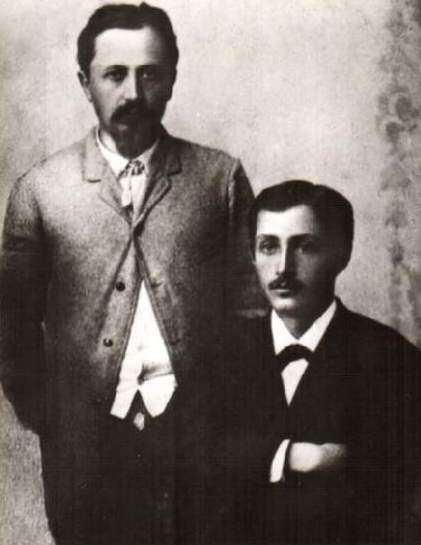
(1857 р.н.) та Іван (1870 р.н.) Буніни. Полтава, біля 1892 року.
Невідомий полтавський фотограф

На початку 1895 року Бунін їде до Санкт-Петербурга, а потім до Москви. Від цього часу він входить до столичного літературного середовища: знайомиться з М. К. Михайлівським, С. Н. Кривенком, Д. В. Григоровичем, Н. Н. Златовратським, А. П. Чеховим, А. І. Ертелем, К. Д.  Бальмонтом, В. Я. Брюсовим, Ф. К.  Сологубом, В. Г. Короленком, О. І. Купріним.
Особливо важливими для Буніна були знайомство і подальша дружба з Антоном Чеховим, у якого він подовгу гостює в Ялті та незабаром стає своїм у його родині.
Говорячи про творчість Буніна, слід зазначити, що він був блискучим перекладачем. 1896 року вийшов його переклад поеми американського письменника Генрі Лонгфелло «Пісня про Гаявату». Цей переклад неодноразово перевидавався, і протягом багатьох років поет вносив у текст перекладу виправлення й уточнення. «Я всюди намагався, — писав у передмові перекладач, — триматися якомога ближче до оригіналу, зберегти простоту та музичність мови, порівняння й епітети, характерні повторення слів і навіть, за змогою, число і розташування віршів».
Перша книга оповідань Буніна «На край світу» вийшла в 1897 році «серед майже одностайних похвал». У 1898 році виходить віршований збірник «Просто неба». Ці книги, поряд з перекладом поеми Г. Лонгфелло, принесли Буніну популярність у літературній Росії.
На початку 1901 року у видавництві «Скорпіон» у Москві вийшов збірник віршів Буніна «Листопад» — результат недовгого співробітництва письменника із символістами. Відгуки критики були неоднозначні. Але в 1903 році збірник «Листопад» і переклад «Пісня про Гаявата» були визнані гідними Пушкінської премії Російської Академії наук.
Поезія І. Буніна завоювала особливе місце в історії російської літератури завдяки багатьом, тільки їй властивим перевагам. Співець російської природи, майстер філософської і любовної лірики, Бунін продовжував класичні традиції, відкриваючи незвідані можливості «традиційного» вірша. Бунін активно розвивав досягнення «золотого століття» російської поезії, ніколи не відриваючись від національного ґрунту, залишаючись росіянином, самобутнім поетом.
На початку творчості для бунінської поезії найхарактерніша пейзажна лірика, що володіє дивною конкретністю, точністю позначень. З 1900-х років поет звертається до лірики філософської. Буніна цікавить як вітчизняна історія з її легендами, казками, переказами, так і джерела зниклих цивілізацій, стародавній Схід, антична Греція, раннє християнство.
З початку 1900-х років починається співробітництво Буніна з видавництвом «Знання», що привело до більш близьких стосунків Івана Олексійовича з О. М. Горьким, який керував цим видавництвом.
Восени 1909 року Буніну присуджена друга Пушкінська премія за книгу «Вірші 1903 — 1906», а також за переклад драми Байрона «Каїн» і книги Лонгфелло «Із золотої легенди». Того ж 1909 року Бунін обраний почесним академіком Російської Академії наук з розряду красного письменства. У цей час Іван Олексійович посилено працює над своєю першою великою повістю — «Село», що принесла автору велику популярність і стала подією в літературному житті Росії. Навколо повісті спалахнули запеклі суперечки, в основному обговорювалася об'єктивність і правдивість цього твору. О. М. Горький так відгукнувся про повість: «Так глибоко, так історично село ніхто не брав».
У грудні 1911 року на Кіпрі Бунін закінчив повість «Суходіл», присвячену темі вимирання дворянських садиб і засновану на автобіографічному матеріалі. Повість мала величезний успіх у читачів і літературної критики.
Незважаючи на громадянські заворушення в Петербурзі в 1915 році виходить у видавництві А. Ф. Маркса «Повне зібрання творів» Буніна в шести томах. Як писав автор, туди «входить усе, що я вважаю більш-менш гідним друку».
У січні та лютому 1917 року Бунін жив у Москві. Першу світову війну і Лютневу революцію письменник сприймав як страшні ознаки всеросійської катастрофи. Літо й осінь 1917 року Бунін провів у селі, увесь час витрачаючи на читання газет, і спостерігав наростаючу хвилю революційних подій. 23 жовтня Іван Олексійович із дружиною виїхав до Москви.

## Еміграція
Жовтневий переворот Бунін рішуче і категорично не прийняв. Він відкидав усяку насильницьку спробу перебудувати людське суспільство, оцінивши події жовтня 1917 року як «криваве божевілля» і «повальне божевілля». Спостереження письменника післяреволюційного часу відбилися в його щоденнику 1918—1919 років «Окаянні дні» -  яскравому, правдивому, гострому і влучному публіцистичному творі, пронизаному гострим неприйняттям більшовицької революції. У цій книзі — невимовний біль за Росію і гіркі пророцтва, висловлені з тугою і безсиллям щось змінити в хаосі руйнування вікових традицій, культури, мистецтва Росії.
21 травня 1918 року Бунін виїхав з Москви до Одеси. В Одесі Бунін продовжує співпрацює в газетах, зустрічається з письменниками і художниками. Місто багато разів переходило з рук у руки, мінялася влада, мінялися порядки. Усі ці події, імовірно, відбиті в другій частині «Окаянних днів».
Знайшов час Бунін привітати своєю творчістю і Київ; наприкінці вересня 1918 року в Інтимному театрі на літературному вечорі прочитав свої нові твори: оповідання «Сни Чанга» і «Треті півні».
26 січня 1920 року на іноземному пароплаві «Спарта» Буніни відплили до Константинополя, назавжди залишивши Росію — гаряче улюблену Батьківщину. Він болісно і важко переживав трагедію розлуки з Батьківщиною. Щиросердечний стан письменника і події тих днів почасти відображені в оповіданні «Кінець» (1921). До березня Бунін дістався до Парижа — одного з центрів російської еміграції. Усе подальше життя письменника пов'язане з Францією, за винятком короткочасних поїздок до Англії, Італії, Бельгії, Німеччини, Швеції, Естонії. Більшу частину року Буніни проводили на півдні країни в містечку Грасс, біля Ніцци, де знімали дачу. Зимові місяці Буніни зазвичай проводили в Парижі, де в них була квартира на вулиці Жака Оффенбаха.
Бунін не відразу зміг повернутися до творчості. На початку 1920-х років видаються книги дореволюційних оповідань письменника в Парижі, Празі, Берліні. В еміграції Іван Олексійович написав мало віршів, але серед них є ліричні шедеври: «І квіти, і джмелі, і трава, і колосся…», «Михайло», «У птаха є гніздо, у звіра є нора…», «Півень на церковному хресті». У 1929 році в Парижі виходить підсумкова книга Буніна — поета «Обрані вірші», що затвердив за письменником одне з перших місць у російської поезії. В основному в еміграції Бунін працював над прозою, результатом чого з'явилися кілька книг нових оповідань: «Троянда Єрихона» (Берлін, 1924), «Мітине кохання» (Париж, 1925), «Сонячний удар» (Париж, 1927), «Боже древо» (Париж, 1931) та інші. Необхідно особливо відзначити, що майже усі твори Буніна емігрантського періоду написані на російському матеріалі.
9 листопада 1933 року зі Стокгольма прийшла звістка про присудження Буніну Нобелівської премії. Його висували на премію Нобеля ще в 1923 році, потім знову — у 1926, а з 1930 року його кандидатуру розглядали щорічно. Бунін був першим з російських письменників, який одержав Нобелівську премію. Це було світове визнання таланта Івана Буніна і російської літератури в цілому.
У 1934—1936 роках у Берліні видавництво «Петрополіс» випустило Зібрання творів Буніна в 11 томах.
У вересні 1939 року гримнули перші залпи Другої світової війни. Бунін засуджував наступаючий фашизм ще до початку воєнних дій. Роки війни Буніни провели в Грасі на віллі «Жаннет». Незважаючи на воєнне лихоліття, Бунін продовжує працювати. За час війни ним написана книга оповідань під загальною назвою «Темні алеї» (перше повне видання. — Париж, 1946).
В післявоєнні роки Бунін зацікавлено стежить за літературою в радянській Росії, захоплено відгукується про творчість К. Г. Паустовського й О. Т. Твардовського. Наприкінці життя Бунін багато працював над книгою про А. Чехова. Ця робота йшла повільно, багато років, письменник зібрав багато цінного біографічного і критичного матеріалу, але завершити книгу так і не встиг. Незакінчений рукопис підготувала до друку Віра Миколаївна. Книга «Про Чехова» вийшла в Нью-Йорку в 1955 році, вона містить найцінніші відомості про геніального російського письменника, друга Буніна — Антона Павловича Чехова.
Життя письменника закінчилася на чужині, він помер 8 листопада 1953 року в Парижі, похований на російському цвинтарі Сент-Женев'єв-де-Буа під Парижем.

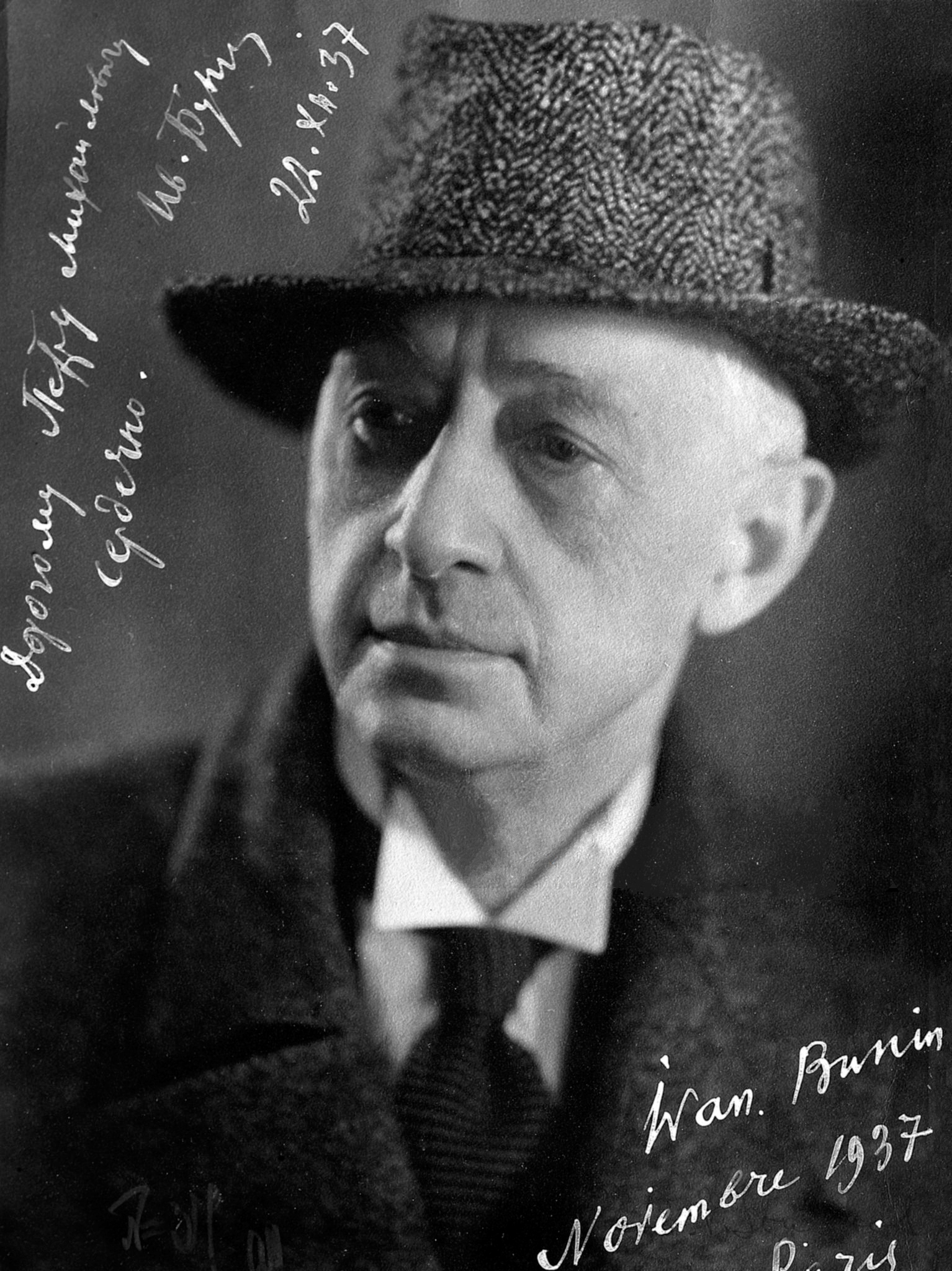
Бунін, 1937 рік

## Бунін і Україна

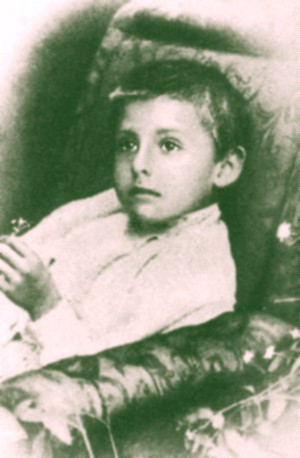
Микола, син Ганни Цакні та Івана Буніна

В Росію рід Буніних (Бунікевських) переселився з України у XV столітті. Сам письменник дослідив, що його рід походить із Волині.

| «Країна… ця мріялася мені неозорими весняними просторами всієї тієї південної Русі, яка дедалі більше й більше захоплювала мою уяву і давниною своєю і сучасністю. У сучасності був великий і багатий край, краса його нив і степів, хуторів і сіл, Дніпра й Києва, народу сильного і ніжного, у кожній дрібниці побуту свого красивого і охайного,— наступника слов'янства істинного, дунайського, карпатського. А там, у давнині, була колиска його…» Таких рядків — освідчень у любові до своєї прабатьківщини можна знайти багато в написаному Іваном Буніним. |
В Україну письменник потрапив у юнацькі роки. Подовгу жив у Харкові (1887—1889), Полтаві (1890—1894), Одесі (1898—1901 та 1918—1920), бував у Києві.
Перша поїздка В Україну справила на нього таке сильне враження, що потім він протягом 30 років систематично відвідував ці краї. Географія його подорожей Україною була дуже великою: Харків, Київ, Полтава, Одеса, Канів, Ромни, Слов'янськ, Святі Гори, Кременчук, Катеринослав, Каховка, Нікополь, Миколаїв, Миргород, Кам'янець-Подільський, Кобеляки, Путивль, а також численні села і хутори. Бунін плавав по Ворсклі, побував на острові Хортиця, любив одеське узбережжя Чорного моря, тричі подорожував по Дніпру.
Як сам зазначав, «жадібно шукав зближення з її народом, жадібно слухав пісні, душу його». Вплив українського фольклору відчувається в його оповіданнях «На край світу» та «Лірник Родіон», а також у багатьох віршах («Мушкет», «Вже підсихає хміль на тині…» та інших). У нарисі «На „Чайці“», а особливо в романі «Життя Арсеньєва» Україна присутня як місце на землі, де письменник знайшов гармонію між вічністю й красою.
| „Не можу спокійно чути слів: Чигирин, Черкаси, Хорол, Лубни, Чортомлик, Дике поле, не можу без хвилювання бачити очеретяні дахи, стрижені селянські голови, жінок у жовтих та червоних чоботях, плетених кошиків, у яких вони носять на коромислах вишні та сливи… «Чайка скиглить, літаючи, мов за дітьми плаче, сонце гріє, вітер віє на степу козачім…» Це Шевченко — цілком геніальний поет!“ |[джерело?]
1890 року Бунін мандрує по Дніпру. Йому понад усе в світі хотілось побувати в Каневі на могилі Тараса Шевченка. Дружина письменника В. Муромцева-Буніна згадувала:
| «…говорив мені, що ці перші мандри Україною були для нього найяскравішими, що ось тоді він остаточно закохався в неї, в її дівчат у живописних розшитих костюмах, здорових і незалежних, у парубків, кобзарів, у білосніжні хати, що ховалися в зелені садів, і захоплювався, як всю цю надзвичайну красу своєї батьківщини відтворив у своїй поезії… Тарас Шевченко. Зізнавався, що ні одна могила великих людей його так не хвилювала, як могила Шевченка» |.
1891 року Бунін надрукував статтю «Пам'яті Т. Г. Шевченка». Йому належать переклади Шевченкових віршів «Закувала зозуленька» та «Заповіт», а також низки віршів Бориса Грінченка і оповідання Олекси Стороженка «Вуси».
1898 року в Одесі одружився із Ганною Миколаєвною Цакні (1879—1963), дочкою Миколи Цакні. 1900 року там само народився син Микола Іванович Бунін, що помер від хвороби у січні 1905 року.
Іван Бунін контактував з українськими письменниками-сучасниками: Михайлом Коцюбинським, Борисом Грінченком, Іваном Франком, визнаним перекладачем і редактором «Кобзаря» І. А. Белоусовим, етнографом В. Гнатюком.
Твори Буніна перекладали українською Павло Тичина, Максим Рильський, Микола Зеров, Аркадій Казка, Василь Щурат, Леонід Смілянський, Олександр Ільченко, Іван Вирган. Українську тему в доробку Буніна досліджували Іван Бажинов та Володимир Базилевський, а Григорій Зленко присвятив перебуванню Буніна в Україні оповідання «Вогонь зблизька» (1971).

## Переклади українською
Твори Буніна на українську перекладали Василь Стус, Павло Тичина, Максим Рильський, Микола Зеров, А. Казка, Василь Щурат, Леонід Смілянський, Олександр Ільченко, І. Вирган тощо.
- Іван Бунін. Добродій з Сан-Франсіска. Переклад з російської: ?; обкладинка: Міщенко. Харків : Книгоспілка, 1929. 32 с.
- Іван Бунін. Село. Переклад з російської: ?. К. : Держлітвидав. 1956. 157 с.
- Іван Бунін. На край світу. Переклад з російської: ?. К. : Державне видавництво художньої літератури. 1963. 96 с.
- Іван Бунін. Зелені свята. Поезії. Переклад з російської: Роман Ладика; передмова: Валентин Корнієнко. Тернопіль : НК «Богдан». 2009. 192 с. ISBN 978-966-10-0524-1 (двомовне видання: оригінал та переклад українською)